# Рейнольдс, Тесси
Тереза «Тесси» Рейнольдс (20 августа 1876, Ньюпорт, остров Уайт, Англия — 13 июля 1954 (77 лет), Чиппинг-Барнет, Хартфордшир, Англия) — английская велосипедистка, которая в 1893 году совершила рекордный велопробег из Брайтона в Лондон и обратно за 8 часов 30 минут. На тот момент ей было шестнадцать лет, а сам велопробег она совершила в «разумном» (англ. rational) платье: панталоны, рубашка и пальто. Этот наряд, который, вероятно, был сделан её сестрой, привлек к себе внимание широкой общественности, а её поездка стала рассматриваться как важная веха в деле защиты прав женщин. За свою поездку Рейнольдс по версии книги Cycling and Society считается одной из наиболее значимых велосипедисток XIX века. Рекорд был побит в 1894 году, а сама Рейнольдс продолжила работать в Лондоне сотрудником по безопасности дорожного движения.

## Биография
Каждый велосипедист, сумевший сохранить веру в врожденную скромность и чувство стыдливости у противоположного пола, с настоящей болью, и не без отвращения, услышит то, что мы назовём печальным происшествием, произошедшим на Брайтонской дороге утром прошлого воскресенья.
Тесси Рейнольдс родилась на острове Уайт и выросла в Брайтоне и была старшим ребёнком в семье из одиннадцати детей. Её отец, Роберт Джеймс Рейнольдс, был инструктором по гимнастике и агентом по велоспорту, который поощрял занятия спортом среди своих детей. Он был членом Национального союза велосипедистов и секретарём велосипедного клуба, а также ампайром профессиональных гонок. Её мать, Шарлотта, управляла пансионом в Кемптауне, который обслуживал велосипедистов, а Тесси помогала в нём по хозяйству.
Когда Рейнольдс было шестнадцать лет, в сентябре 1893 года она совершила поездку из Брайтона в Лондон на мужском велосипеде и в тот же день вернулась обратно. Для совершения поездки ей потребовалось 8 часов 30 минут, за которые она проехала 120 миль (190 километров) и тем самым установила рекорд. Хронометристом этой поездки был её отец.
В повседневную женскую одежду в то время входили длинные платья и узкие корсеты, непрактичные для велоспорта, поэтому Рейнольдс вместо этого для велопробега надела «разумное платье» (англ. rational dress), состоящее из «обрезанных и прижатых ниже колена» панталон, рубашки и длинного пальто. Предположительно, костюм Рейнольдс был сшит её сестрой Адой, которая занималась портняжным делом. Наряд вызвал возмущение публики и намёки о том, что он был неподобающе мужским и что она ездила на велосипеде в пумпах. Вести о событии распространились вплоть до Америки, а за продвижение костюма, как Рейнольдс и предполагала, взялись сторонники реформы викторианской одежды. Она активно пропагандировала реформу одежды в течение пяти лет до основания местного клуба по реформе одежды для велосипедистов и продолжала регулярно носить эту одежду.
Велосипедный журнал Cycling Weekly написал резкий репортаж о «скудности» наряда, пожаловался на потерю скромности и назвал это событие «печальным происшествием». Точно так же газета Yorkshire Evening Post отметила, что велоспорт — и без того неприятное зрелище для мужчины, а «аномальные бёдра» женщины делали его только хуже. Движение суфражисток, в частности, отметило, что событие и его огласка стали важной вехой. По мнению автора исторического очерка в журнале Huck, огласка события, несмотря на её негативный характер, помогла улучшить положение в области прав женщин и дала им больше свободы в одежде. Кроме того, пример Рейнольдс показал, что женщины не должны быть привязаны к улице, на которой они выросли, и что у них есть возможность путешествовать. Ещё одним последствием огласки стало то, что Рейнольдс получила любовные письма, в том числе предложение о браке от незнакомого человека, который был явно значительно старше её. Рейнольдс и её семья воспользовались известностью, и в последующие годы она рекламировала несколько женских велосипедов, причём будучи всегда в «разумном» велосипедном наряде.
Рекорд продержался год до сентября 1894 года, пока не был побит Э. Уайт из клуба Dover Road. В книге 2012 года Cycling and Society в историческом обзоре Рейнольдс за свою поездку была включена в список наиболее значимых велосипедисток XIX века. Когда ей было 18 лет, она хотела открыть в Брайтоне отделение национальной женской велосипедной ассоциации, однако в этом ей было отказано, предположительно по причине возраста и «отсутствия опыта», но скорее всего в связи с её «разумной» одеждой.
В 1908 году Рейнольдс вышла замуж за Монтегю Солсбери Мейна и переехала в Барнет на севере Лондона. У них было трое детей, все они умерли в детстве. В Барнете она стала сотрудником по безопасности дорожного движения; данная работа редко выполнялась женщинами в Лондоне в 1930—1940-х годах. К 1948 году её муж умер, и она в работе сосредоточилась на предотвращении несчастных случаев.
Тесси Рейнольдс умерла в 1954 году в возрасте 77 лет, местные газеты посвятили ей некрологи.

### Комментарии
1. ↑  Точкой её назначения в Лондоне называются и Лондонский мост, и Гайд-парк-корнер[англ.]